# Yoko Isoda
Yoko Isoda (japonès: 磯田陽子)  (prefectura d'Ōsaka, 26 d'agost de 1978) és una nedadora japonesa, ja retirada, especialitzada en natació sincronitzada que va competir durant la dècada de 1990.
El 2000 va prendre part en els Jocs Olímpics d'Estiu de Sydney, on guanyà la medalla de plata en la competició per equips.